# Violet Hill
Violet Hill è un singolo del gruppo musicale britannico Coldplay, pubblicato il 9 maggio 2008 come primo estratto dal quarto album in studio Viva la vida or Death and All His Friends.

## Descrizione
Il 7 maggio è uscito con il giornale New Musical Express un vinile 7" in edizione limitata contenente Violet Hill e la b-side A Spell a Rebel Yell.
Il singolo del brano è uscito nei negozi il 9 maggio e contiene, oltre a Violet Hill, anche i brani Lost e A Spell a Rebel Yell.

## Video musicale
Il videoclip del brano venne girato a Catania. Il set principale del video è infatti l'Etna, e alcune riprese sono state realizzate anche all'interno del Palazzo Biscari di Catania e al Castello degli Schiavi di Fiumefreddo di Sicilia.
È stata prodotta anche una seconda versione del video, diretta da Mat Whitecross, pubblicata sul sito ufficiale della band e sul canale ufficiale di YouTube denominata Dancing Politicians che mostra politici come George W. Bush, Tony Blair e Fidel Castro mentre ballano.

## Tracce
Download digitale
1. Violet Hill – 3:49

CD
1. Violet Hill – 3:50
2. Lost? – 3:39

7"
- Lato A

1. Violet Hill – 3:50

- Lato B

1. A Spell a Rebel Yell – 2:42

## Formazione
Hanno partecipato alle registrazioni, secondo le note di copertina di Viva la vida or Death and All His Friends:
Gruppo
- Chris Martin – voce, pianoforte, chitarra acustica
- Jonny Buckland – chitarra elettrica, tastiera, cori
- Guy Berryman – basso, sintetizzatore, armonica a bocca, cori
- Will Champion – batteria, percussioni, cori

Altri musicisti
- Davide Rossi – strumenti ad arco
- Matt McGinn – musica aggiuntiva
- Crispin Robinson – musica aggiuntiva

Produzione
- Markus Dravs – produzione, missaggio
- Brian Eno – produzione, sonic landscapes
- Rik Simpson – produzione, missaggio
- Jon Hopkins – produzione aggiuntiva, colori
- Andy Rugg – ingegneria del suono, assistenza alla registrazione
- Dan Green – ingegneria del suono, assistenza alla registrazione
- Brian Thorn – ingegneria del suono, assistenza alla registrazione
- Olga Fitroy – ingegneria del suono, assistenza alla registrazione
- Francois Chevallier – ingegneria del suono, assistenza alla registrazione
- Jan Petrov – ingegneria del suono, assistenza alla registrazione
- Jason Lader – ingegneria del suono, assistenza alla registrazione
- Michael Trepagner – ingegneria del suono, assistenza alla registrazione
- Vanessa Parr – ingegneria del suono, assistenza alla registrazione
- Dom Monks – ingegneria del suono, assistenza alla registrazione
- Will Hensley – ingegneria del suono, assistenza alla registrazione
- Michael H. Brauer – missaggio
- Andy Wallace – missaggio
- John O' Mahoney – missaggio
- Bob Ludwig – mastering
- George Marino – assistenza al mastering